# LOVE Lily.
「LOVE Lily.」は、Lily.の1枚目のオリジナル・アルバム。2010年12月8日発売。

## 収録曲

### CD
特記以外作詞：Lily. / 作曲・編曲：lil'showy
1. Intro 〜Venus beat〜
2. 遠く離れた場所で feat. C 
作詞：Lily.,lil'showy,C
ポッキースペースシャワーTV バージョン CFソング
日本テレビ系『ハッピーMusic』7月POWER PLAY
レコチョクTV CMソング
3. 気づいてよ… I Love You 
ポッキースペースシャワーTV バージョン CFソング
TBS系『CDTV』11月度エンディングテーマ
4. もう一度 〜Love me again〜
作曲：YADAKO
5. 好きだから
日本テレビ系『TheサンデーNEXT』エンディングテーマ
6. Interlude 〜Dear You〜
7. ALONE
8. 誰よりも、愛してたのに
9. SHOCK
作詞：Lily.,lil'showy
10. Time 2 Party feat. CLIFF EDGE
11. きみが泣いてたら
12. この手をつないで
13. SPECIAL DAY
作詞：Lily.,lil'showy
作曲・編曲：lil'showy,MANABOON

### DVD
1. [MUSIC CLIP]遠く離れた場所で feat. C
2. [MUSIC CLIP]気づいてよ… I Love You
3. [Making] 「気づいてよ･･･ I Love You 」MUSIC CLIPメイキング